# My Turn
«My Turn» — первый сингл с альбома For(N)ever американской рок-группы Hoobastank. Видеоклип на песню доступен для просмотра на официальном сайте группы.

## Характеристика
«Открывает пластинку мощный, энергичный лид-сингл „My Turn“, знаменующий собой возвращение группы к рок-корням первых двух релизов. Он же дает нам представление о сменившемся звучании Hoobastank — резком и пост-гранжевом, местами сыром и смелом».

## Успех
По сравнению с более ранними синглами группы, «My Turn» не добилась популярности, отметившись в Hot Mainstream Rock Tracks и Hot Modern Rock Tracks лишь на 23 и 24 местах соответственно. Но, помимо этого, работа Hoobastank впервые попала в национальный японский чарт, добравшись в нём до 31 строчки.

## Саундтреки
«My Turn» стала главной темой американской рестлинг-передачи Destination X.

## Чарты
| Чарт                                      | Позиция |
| ----------------------------------------- | ------- |
| U.S. Billboard Hot Mainstream Rock Tracks | 23      |
| U.S. Billboard Hot Modern Rock Tracks     | 24      |
| Japan Hot 100                             | 31      |